# Wodny świat
Wodny świat (tytuł oryg. Waterworld) – amerykański film postapokaliptyczny z 1995 roku w reżyserii Kevina Reynoldsa.

## Fabuła
Film przedstawia wizję Ziemi w przyszłości po katastrofie ekologicznej. Po roztopieniu się lodowych czap na biegunach nie ma już stałego lądu, tylko jeden wielki ocean. Przetrwali jednak ludzie, którzy jakoś próbują urządzić sobie życie w „wodnym świecie”. Część z nich prowadzi samotne życie żeglarzy. Inni osiedlają się na sztucznych atolach. Niemal wszyscy wierzą w istnienie legendarnego, stałego lądu, którego jednak nikt nigdy nie widział.
Główny bohater Mariner to tajemniczy, samotny żeglarz, który jest pierwszym z pokolenia ludzi którzy na drodze ewolucji posiedli skrzela. Przez tę odmienność jest odrzucony przez ludzi, toteż kontakty z innymi ogranicza do minimum. Pewnego dnia, podczas wędrówki przez bezkresny ocean, dociera do jednego z atoli, gdzie poznaje Helen oraz jej podopieczną, kilkuletnią dziewczynkę Enolę, na której plecach widnieje tatuaż, który wskazuje drogę do mitycznego stałego lądu. Mariner przez mieszkańców zostaje uznany za wroga i uwięziony. W tym czasie do atolu podpływa banda „spaliniarzy”, dowodzona przez szalonego Deacona, którzy jako jedyni opanowali sztukę poruszania się po wodzie na motorowych statkach i wykorzystują je do morskiego rozbójnictwa. Helen wraz z Enolą uwalniają więźnia w zamian za możliwość opieki i ucieczki. W pościg za zbiegami udają się „spaliniarze”, którzy chcą odnaleźć stały ląd.
W istniejącym w „wodnym świecie” konflikcie pomiędzy normalnymi ludźmi a agresywnymi „spaliniarzami”, cyniczny i bezwzględny Mariner nieoczekiwanie, postawiony w roli obrońcy małej dziewczynki i jej opiekunki, przekształca się we wrażliwą istotę i zdolnego do poświęceń bohatera.

## Obsada
- Kevin Costner - Żeglarz
- Dennis Hopper - Deacon
- Jeanne Tripplehorn - Helen
- Doug Spinuzza - Truan
- Tina Majorino - Enola
- Michael Jeter - Gregor
- R.D. Call - Enforcer
- Zitto Kazann - Starzec
- John Fleck - Doktor
- Gerard Murphy - Nord
- Jack Black - Pilot
- William Preston - Depth Gauge
- Sab Shimono - Starzec
- Robert La Sardo - Smitty
- Kim Coates - Włóczęga

## Fakty
Film był jedną z największych katastrof finansowych w dziejach Hollywood. Mając budżet przekraczający 175 milionów dolarów, wpływy z amerykańskich kin nie zwróciły nawet połowy poniesionych kosztów (lecz łączny przychód z całego świata wyniósł ponad 264 miliony dolarów). Otrzymał w większości negatywne recenzje; serwis Rotten Tomatoes przyznał mu wynik 42%.

## Nagrody i nominacje
Oscary za rok 1995
- Najlepszy dźwięk – Steve Maslow, Gregg Landaker, Keith A. Wester (nominacja)

Nagrody BAFTA 1995
- Najlepsze efekty specjalne – Michael J. McAlister, Brad Kuehn, Robert Spurlock, Martin Bresin (nominacja)

Nagrody Saturn 1995
- Najlepszy film SF (nominacja)
- Najlepsze kostiumy – John Bloomfield (nominacja)

Złota Malina 1995
- Najgorszy aktor drugoplanowy – Dennis Hopper
- Najgorszy film – Charles Gordon, John Davis, Kevin Costner (nominacja)
- Najgorsza reżyseria – Kevin Reynolds, Kevin Costner (nominacja)
- najgorszy aktor – Kevin Costner (nominacja)

Złota Malina 1999
- Najgorszy aktor dekady – Kevin Costner (nominacja)